# Berosus peregrinus
Berosus peregrinus är en skalbaggsart som först beskrevs av Herbst 1797.  Berosus peregrinus ingår i släktet Berosus och familjen palpbaggar. Inga underarter finns listade i Catalogue of Life.